# Ghizela Vlad
Ghizela Vlad (n. Albu, 13 iunie 1938, Covasna -- d.? ) a fost un demnitar comunist român de origine maghiară, membru de partid din 1958. Ghizela Vlad a fost membru în Comitetul Central al Partidului Comunist Român în perioada 24 noiembrie 1989 - 22 decembrie 1989. Ghizela Vlad a fost membru al consiliului al Academiei de Științe Social-Politice Ștefan Gheorghiu.

## Studii
- Școala medie tehnică de textile din Sfântu Gheorghe (1955)
- Facultatea de Filozofie și Științe Politice (Secția Științe Politice) la Academia de Științe Social-Politice „Ștefan Gheorghiu“ (1972–1976)
- Curs postuniversitar de sociologie la Academia de Științe Social-Politice „Ștefan Gheorghiu“ (1981)